# Руфий Вивенций Гал
Руфий Вивенций Гал (на латински: Rufius Viventius Gallus; * 405) e римски политик през 5 век.
Вивенций е син на Флавий Авит Мариниан (преториански префект и консул 423 г.) и съпругата му Анастасия, които са християни. Брат е на Флавий Руфий Претекстат Постумиан (консул 448 г.).
Вивенций е претор urbanus. Женен е за своята братовчедка Авиена.